# Лагутин, Сергей Яковлевич
Сергей Яковлевич Лагутин (8 октября 1911, Яблонево, Рязанская губерния — 22 февраля 2012, Москва) — советский и российский художник-живописец, сценограф

, преподаватель и теоретик изобразительного искусства.
Разработал и составил программу и методику преподавания композиции, которая была принята для всех художественных училищ России.

## Биография
Родился 8 октября в селе Яблонево (ныне — в Рязанской области). Родители, хотя и жили в деревне, крестьянским трудом не занимались. Отец, Яков Андреевич, был прекрасным столяром и специалистом по сельскохозяйственным машинам, а мать, Аграфена Ивановна, была портнихой, искусной рукодельницей. В 1912 году отец Сергея Яковлевича погиб, ремонтируя мельницу у князя Оболенского. Вскоре Аграфена Ивановна уехала работать в город Скопин, а затем переехала в Москву, где стала работать на военном заводе. В 1917 году мать забрала 6-летнего Сергея Яковлевича в Москву, где учился в школе с 1919 года по 1927 год. В школе любимым предметом стали уроки рисования и лепки.
После школы работал на трикотажной фабрике рашельщником с 1928 года по 1929 год. Но Сергея Яковлевича неудержимо тянуло к искусству. Несмотря на очень хороший заработок, ушёл с работы и в 1930 году поступил в Техникум ИЗО памяти 1905 года. Учился на оформительском отделении, где наряду с уроками по оформлению города были и уроки по оформлению спектакля. Живопись вёл К. К. Зефиров, рисунок — С. И. Фролов. На отдельные задания приглашались художники-педагоги: К. Н. Истомин, В. А. Фаворский, Е. Н. Якуб. В 1934 году окончил техникум и был призван в армию, где впервые в жизни принял участие в выставке военных художников. После службы в армии (1934 год — 1936 год) Сергей Яковлевич в 1937 году участвовал в оформлении столицы к праздникам (улицы, витрины, демонстрации), оформлял любительские спектакли.
В 1938 году учился на отделении повышения квалификации художников при МГХИ им. Сурикова, в котором было отделение художников театра. Преподавал там В. А. Шестаков — главный художник театра В. Э. Мейерхольда. Живописью там Сергей Яковлевич занимался у В. Н. Бакшеева, а затем у А. В. Лентулова. После защиты диплома перешёл в основной институт им. В. И. Сурикова на графический факультет, где живопись преподавал К. Н. Истомин. С началом Великой Отечественной войны Сергей Лагутин был эвакуирован вместе с институтом с Самарканд. Там Сергей Яковлевич и Константин Николаевич Истомин встречались ежедневно. Много общались об искусстве и о живописи в частности.
Это была целая школа умнейшего человека-педагогаСергей Лагутин
В 1942 году Сергей Яковлевич был призван и воевал во 2-м Балтийском фронте. Проявил смелость в бою и был отмечен медалью «За Отвагу». Был ранен.
После окончания Великой Отечественной войны вернулся в институт для продолжения учёбы, но Константина Николаевича Истомина уже не было. На графический факультет Сергею Яковлевичу идти было уже бессмысленно. И он пошёл на живописный, где была организована так называемая театральная группа. Вёл театральную композицию Н. П. Бобышев. Живопись вёл А. А. Осмёркин. Как художник-постановщик спектакля профессиональную подготовку получил, занимаясь в группе В. А. Шестакова.
В 1940-м году, совместно с художником П. Л. Роднянским, тоже учеником В. А. Шестакова, оформлял в студии А. Н. Арбузова и В. Н. Плучека («Арбузная студия») их первый спектакль «Город на заре».
В 1949-м году окончил МГХИ им. Сурикова и защитил диплом с оценкой «отлично». За эскизы дипломной работы на конкурсе среди студентов высших художественных учебных заведений СССР Сергею Яковлевичу была присуждена премия от Академии художеств СССР и Художественного фонда СССР.
От предложения института остаться в аспирантуре я отказался, а принял предложение поехать в Германию работать в театре Группы Советских Войск в качестве главного художникаСергей Лагутин
В Германии он работал с 1950 по 1953 год. Этот театр был только что организован и должен был обслуживать военные части, которые находились в разных городах. Театр постоянно гастролировал, но не везде были нормальные сцены с необходимым оборудованием для показа спектакля. Сергею Яковлевичу пришлось сконструировать передвижную разборную сцену, которая имела собственное оборудование: раздвижные кулисы, подъёмники задников и прочее. За три года им было оформлено 15 спектаклей.
В 1953-м году Сергей Яковлевич вернулся в Москву и после этого в 1954 году поехал в Крым, затем вновь стал работать в театре. Его пригласили оформить спектакль в Театре-студии киноактёра. Это был спектакль по пьесе А. М. Горького «Последние». После этого спектакля ему предложили стать главным художником театра. Там Сергей Яковлевич оформил спектакли «Как он лгал её мужу» Бернарда Шоу и «Дядюшкин сон» Ф. М. Достоевского. С большим интересом оформлял телевизионный спектакль по сказке чешского писателя Тыла «Златоглав».
На телевидении я увидел колоссальные возможности для художника и использовал эти возможности в театреСергей Лагутин
В 1958-м году по предложению Министерства культуры, Сергей Яковлевич, с женой, художником Мариной Александровной Аллендорф, уехал в закрытый город Томск-7, в только что организованный там театр. Жена работала художником по костюмам, а он — главным художником. Их совместная работа началась с постановки оперетты Ю. Милютина «Поцелуй Чаниты», которой открылся новый театр.
Получился зрительно красивый, нарядный, по-настоящему музыкальный спектакль без банальных опереточных штамповСергей Лагутин
За три года работы в этом театре было поставлено 10 спектаклей, в том числе: «Летучая мышь» И. Штрауса, «Фиалка Монмартра» И. Кальмана, «Белая акация» И. Дунаевского, «Приключение Чипполино» Дж. Родари.
В 1961-м году Сергей Яковлевич с женой вернулся в Москву. Московское художественное училище памяти 1905 года предложило ему вести курс композиции.
Пришлось начать с углубленной разработки программы и методики преподавания композицииСергей Лагутин
С. Я. Лагутин разработал интереснейшую систему преподавания, благодаря которой его ученики могли не просто получить профессиональные знания, но проникнуться духом театра, почувствовать те удивительные возможности воздействия на зрителя, которые заложены в этом виде искусства.
Среди учеников такие известные художники, как Ю. Устинов, В. Фомин, Н. Меркушев, Б. Бенедиктов.
Преподавание занимало почти всё время. Однако в 1968 году в Московском академическом музыкальном театре им. К. Станиславского и В. Немировича-Данченко Сергей Яковлевич оформил оперу Т. Н. Хренникова «Безродный зять» и был удостоен диплома 1-й степени на Всероссийском смотре музыкальных, драматических и детских театров.
Моя работа в театре была связана с горячим желанием участвовать в нелёгком, но необходимом деле очищения и возвышения человеческих душ. Осуществить же давнюю мечту — основательно заняться живописью я смог только после ухода из училища, в котором преподавал около двадцати лет. Вижу высшую цель творчества в служении великому светлому чувству добра. К этому я стремлюсь до сих пор в меру отпущенных мне возможностей и таланта.Сергей Лагутин